# Savoy Ballroom

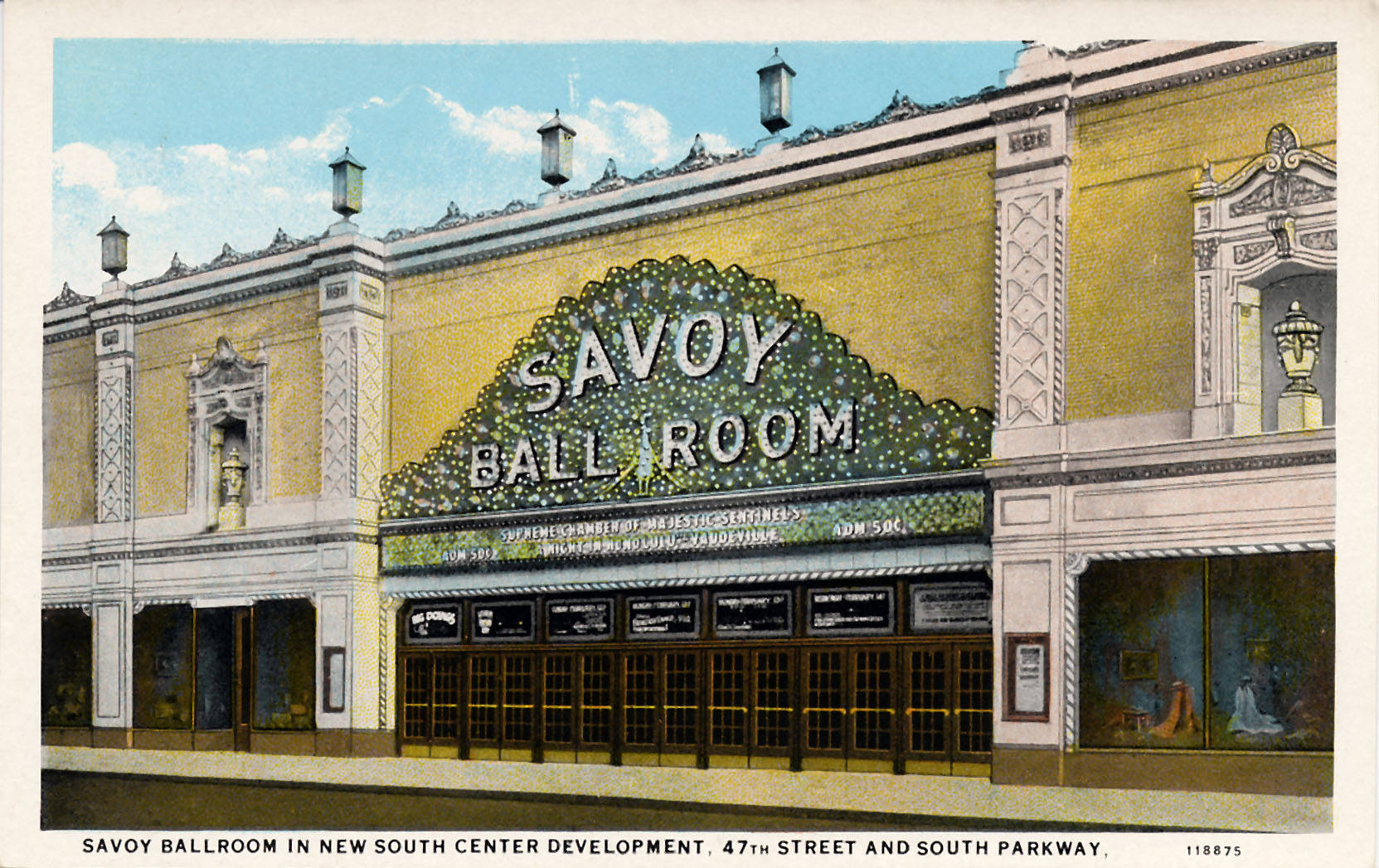
De Savoy Ballroom

De Savoy Ballroom was een danscub in het New Yorkse stadsdeel Harlem, die bestond van 1926 tot 1958. Hij telde naast de Cotton Club tot de bekendste clubs in het swingtijdperk.

## Geschiedenis
Op 12 maart 1926 werd de Savoy Ballroom in de Lenox Avenue in Harlem geopend. Het was de eerste danszaal, waarin zich zwarten en blanken konden ontmoetten om te dansen zonder rassenconflict. De club werd geopend door de bands van Leon Abbey en Fletcher Henderson. Later speelden daar de bekendste swingbands van deze tijd. Chick Webb telde met zijn band als koning van de Savoy. Hij contracteerde Ella Fitzgerald en maakte haar beroemd.
De Savoy Ballroom had een aanzienlijke invloed op de ontwikkeling van de jazzmuziek. Maar ook voor nieuwe dansstijlen was hij bepalend. De oorspronkelijke swingdans lindyhop vindt hier zijn oorsprong.
In de Lenox Avenue 596 herinnert tegenwoordig alleen nog een gedenkplaat aan de legendarische club.